# Хинцман, Джереми
Джереми Дин Хинцман (англ. Jeremy Dean Hinzman, род. 1979, Южная Дакота) — официально первый за время Иракской войны американский дезертир в Канаду, что имело широкий общественный резонанс в США.
Дезертировал в Канаду 2 февраля 2004 года, накануне отправки своего подразделения в Ирак. Являлся десантником 2-го батальона 504-го парашютно-десантного полка элитной 82-й воздушно-десантной дивизии армии США.